# Фарини
Фарѝни (на италиански: Farini, на местен диалект i Farèin, и Фарейн) е село и община в северна Италия, провинция Пиаченца, регион Емилия-Романя. Разположено е на 430 m надморска височина. Населението на общината е 1469 души (към 2010 г.).